# محمد بشير السهسواني
محمد بشير الدين بن محمد بدر الدين بن صدر الدين العمري الفاروقي السهسواني الهندي عالم حديث سلفي هندي . ولد في قرية سهسوان التابعة لمدينة نيو دلهي وكانت تسمى حينها دلهي. اختلف في تاريخ ميلاده ما بين عامي1249ه-أو1254هـ .

## سيرته
عندما أتم العاشرة توفي والده وذلك سنة 1260ه. ابتدأ حياته العلمية بالأخذ عن علماء بلدته سهسوان، ثم ارتحل إلى لكهنو في سنة 1273ه، ثم رحل إلى متهرا وقرأ على ابن عمه الحكيم نور الحسن السهسواني في الطب.
ثم رحل إلى دهلي لاستكمال علوم التفسير والحديث والفقه والأصول، فقرأ على المحدث أمير حسن السهسواني، وتأثر بمنهجه الحديثي، حيث كان مشتغلاً في أول أمره بالعلوم العقلية من المنطق والفلسفة، لكنه تركها وأخذ يستدل بالكتاب والسنه وآثار الصحاب بعدما تتلمذ على يد المحدث أمير حسن.
توفي يوم 29 جمادى الأولى عام 1326هـ.

## شيوخه
- نذير حسين الدهلوي.
- أمير حسن السهسواني
- واجد علي بن إبراهيم الحنفي البنارسي
- هداية الله الرامفوري
- نور الحسن السهسواني.

كما تحصل على الإجازة الحديثية من:
- حسين بن محسن الأنصاري اليمني
- أحمد بن إبراهيم بن عيسى النجدي.
- محمد السهارنفوري المهاجر المكي.

## تلاميذه
- أحمد الله الدهلوي.
- مبارك علي.
- معصوم علي
- إسحاق بن عبد الرحمن بن حسن بن محمد بن عبد الوهاب.
- سعد بن حمد بن عتيق النجدي.
- مظهر علي بن بدر السهسواني، قرأ على أخيه الشيخ محمد بشير، ولازمه مدة من الزمان.
- إعجاز أحمد بن عبد الباري السهسواني.
- محمود بن محمد السورتي.

## مؤلفاته
- صيانة الإنسان عن وسوسة الشيخ دحلان.
- القول المحقق المحكم في حكم زيارة قبر الحبيب الأكرم.
- القول المنصور في الرد على الكلام المبرور.
- إتمام الحجة على من أوجب الزيارة كالحجة.
- البرهان العجاب في فرضية أم الكتاب.
- الحق الصريح في إثبات حياة المسيح.
- القول المحمود في رد جواز السود -أي الربا-.
- السيف المسلول.
- معيار الصرف.
- مصباح المنطق.
- رحمة الباري في سوانح البخاري.
- الكلام المشكور في مكائد أهل الزور.
- النعل المعكوس على ظهر المنكوس.
- الأدلة الكاملة.
- رسالة في جواز الأضحية إلى آخر ذي الحجة.
- رسالة في إثبات البيعة المروجة.

له بعض الرسائل طبعت منسوبة إلى بعض تلاميذه.